# Can't Get Enough (Becky G)
Can't Get Enough è un singolo della cantante statunitense Becky G in collaborazione con il rapper statunitense Pitbull. È il terzo estratto dal suo primo EP Play It Again e pubblicato il 13 luglio 2013. In seguito è stato rilasciato come un brano per le radio latine il 29 maggio 2014.
Il brano ha raggiunto la prima posizione della Latin Rhythm Airplay, classifica statunitense. È stata pubblicata sulle piattaforme digitali una versione spagnola del singolo il 1º maggio 2014.

## Antefatti
In un'intervista con Rolling Stone, Becky ha rivelato che il singolo era originariamente una canzone solista. Solo dopo aver registrato il brano che DJ Buddha ha inviato la traccia a Pitbull, il quale ha risposto con alcune idee per i versi, che hanno sostituito la seconda strofa di Becky e sono state incluse anche nella versione spagnola della canzone.

## Video musicale
Il videoclip del brano è stato pubblicato su Vevo e YouTube il 4 giugno 2014. Ad aprile 2018, il video conta più di 36 milioni di visualizzazioni.

## Promozione
Becky G ha eseguito la versione originale del brano in occasione dei Radio Disney Music Awards 2014.

## Tracce
Download digitale
1. Can't Get Enough [Spanish version] (featuring Pitbull) – 3:47

## Classifiche
| Classifica (2014)    | Posizione massima |
| -------------------- | ----------------- |
| U.S. Latin Songs     | 10                |
| U.S. Latin Pop Songs | 10                |
| U.S. Latin Airplay   | 2                 |